# Sobre a Natureza (Epicuro)

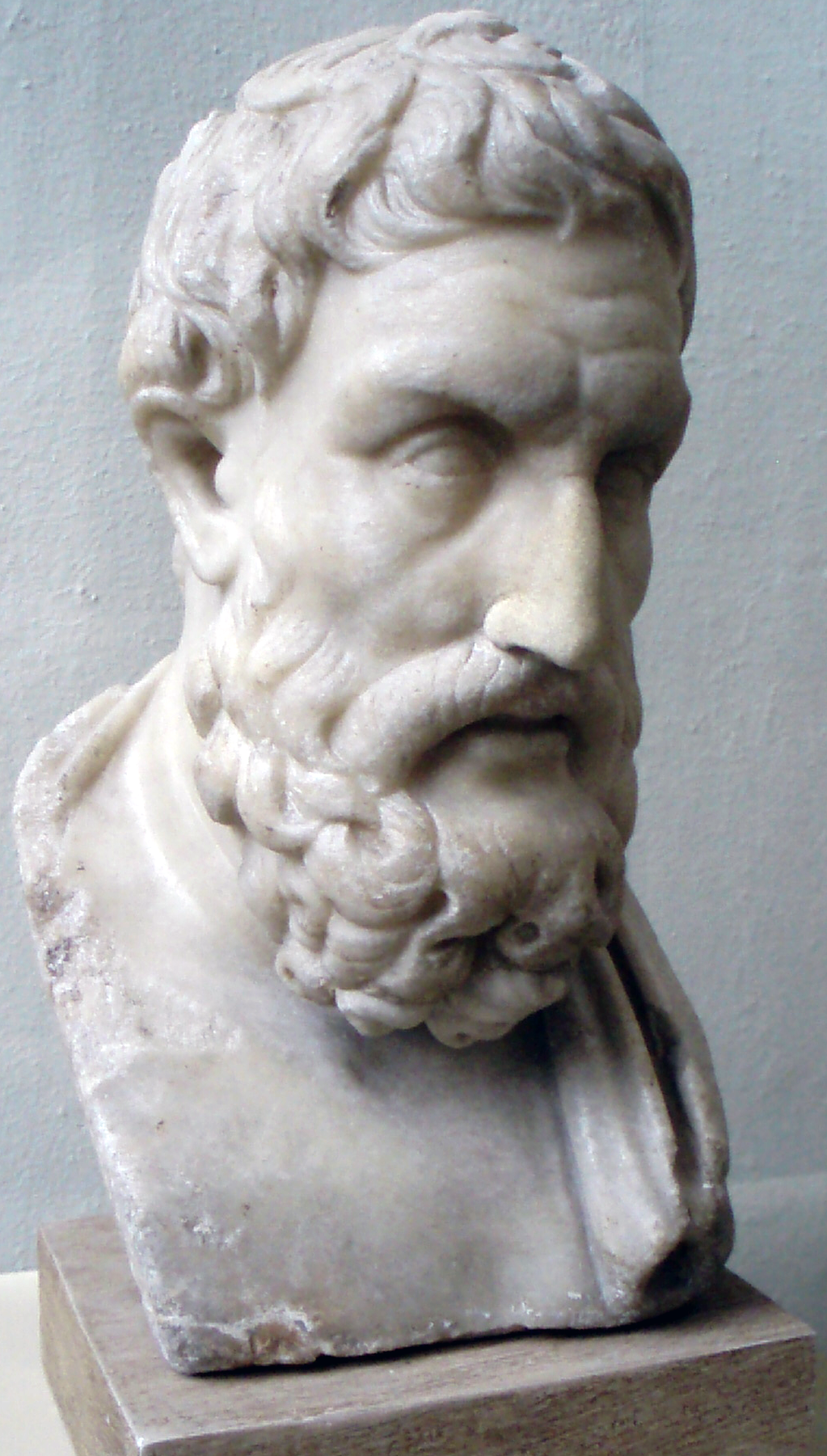
Busto de Epicuro, autor da obra. Busto proveniente do Museu de Pérgamo, em Berlim

Sobre a Natureza é um tratado filosófico escrito pelo filósofo da Grécia Antiga Epicuro. Trata-se de uma obra com 37 volumes. Apesar de não existirem cópias completas, numerosos fragmentos foram encontrados entre os papiros de Herculano da vila dos papiros em Herculano. Alguns do exemplares encontrados, cujos textos encontram-se suficientemente preservados para análise, são:
- O Livro 2 discute sobre a existência;
- O Livro 11 discute sobre cosmologia;
- O Livro 14 critica a teoria dos elementos clássicos de Platão e as doutrinas dos filósofos pluralistas pré-socráticos;
- O Livro 15 discute átomos e composto, além de criticar a teoria de Homeomeria de Anaxágoras;
- O Livro 25 discute temáticas como a perfeição e responsabilidade moral;
- O Livro 28 apresenta uma discussão filosófica entre as figuras de Epicuro de Samos e Metrodoro de Lâmpsaco;
- O Livro 34 discute conceitos como o problema da percepção mental e o medo resultantes das superstições.